# Guido Masala

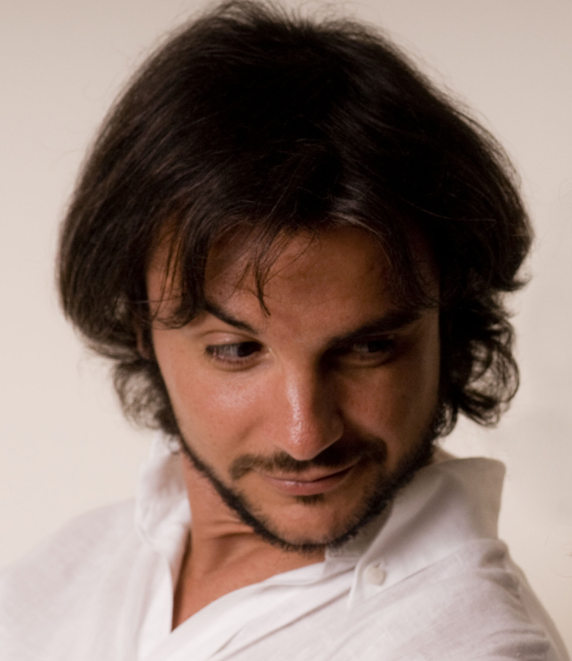
Guido Masala nel 2010

Guido Masala (Cagliari, 1º maggio 1973) è un fumettista e grafico pubblicitario italiano. Il suo lavoro nell’editoria è legato alla collaborazione con il trio di autori e sceneggiatori Antonio Serra, Michele Medda e Bepi Vigna per la casa editrice Sergio Bonelli Editore S.p.A.

## Gli esordi alla Bonelli: Nathan Never e Legs Weaver
Dopo aver cominciato a disegnare le prime tavole di una storia sulla serie regolare di Nathan Never, Masala viene scelto nel 1994 per introdurre la nuova testata Bonelli “Legs Weaver” (che in realtà è uno spin-off della serie più conosciuta del trio di autori Antonio Serra, Michele Medda e Bepi Vigna) con un albo allegato allo speciale n°4 dell'Agente Alfa.
L'albetto di 36 pagine ha uno stile grottesco filo-nipponico che ben si sposa con il tono della storia semi-umoristica sceneggiata da Serra.
Ma in realtà la pubblicazione del n°73 “Un mondo di robot” (1997) scritta da Medda viene ritenuta dallo stesso Masala il suo vero inizio.
Con il n°113 su testi di Medda, sempre nella testata    “Nathan Never”, Masala abbandona l'utilizzo dei retini (applicati manualmente perché al tempo in Italia i software grafici non erano comunemente usati in questo campo) e sviluppa l'albo con uno stile pulito, classicheggiante e rigorosamente in bianco e nero. Successivamente per la serie regolare di Legs Weaver, su sceneggiatura di Stefano Piani, Masala realizza dei disegni semi-umoristici per il n° 71 “Big Toys” rasentando il limite di ciò che può essere accettato dalla linea editoriale Bonelli. Il momento più critico della sua carriera arriva con il n°92 “I persuasori occulti” su testi di Luigi Mignacco. Per l'occasione, il disegnatore si presenta con una variazione riveduta e corretta dello stile grafico utilizzato nella storia precedente anche se, da pag.78, lo affianca l'inchiostratore Stefano Martino. Masala lascia la casa editrice nel luglio 2003.

## Curiosità grafiche
In quasi tutte le sue pubblicazioni, Masala si raffigura mimetizzandosi tra le pagine come cameo e caratterizza qualche comparsa con i tratti di sue personali conoscenze o volti noti.
1. NN 73 “Un mondo di robot”– Pag.8 – vignetta 1: La vignetta cita il Napoleone di Jacques-Louis David, mentre valica il San Bernardo. Pag.9 – vignetta 2: Sulla sinistra, sopra un armadietto, sotto forma di piccoli pupazzi, ci sono Medda, Serra, Vigna e, girato mentre fa una smorfia, lo stesso Masala. Pag.30 – vignetta 2: Al tavolo di un ristorante, in primo piano di spalle Masala con la moglie di fronte. Pag. 57 – ultima vignetta: Vengono citate in chiave robotica altre oprere d'arte come la Gioconda, il Discobolo e il David michelangiolesco.
2. NN 113 “Flash point”– Pag.5 – vignetta 4: Il pubblico è formato da molti dei suoi amici, qualche vecchia conoscenza e i suoi due più importanti punti di riferimento artistici: Elton John e Alfred Hitchcock.
3. LW 71 “Big Toys”– Pag.45 – vignetta 1: In un negozio di giocattoli, sulla destra dietro il modello a grandezza reale di un pinguino, troviamo sempre Masala con la moglie.
4. LW 92 “I persuasori occulti” – Pag.5 – vignetta 2: Sul lato sinistro vediamo ancora lui e la moglie che fanno la spesa in un super market.

## Il ritiro dalle scene fumettistiche
Nel 2003 si specializza nell'uso di software grafici e inizia una nuova attività come illustratore pubblicitario (visual) per l'agenzia GruppoMisto Comunicazione, realizzando i lavori più disparati che riguardano l'advertising (graphic senior) commissionati da clienti regionali, nazionali e internazionali.

## Il ritorno alla Bonelli
Nel gennaio 2011 Masala ritorna alla Sergio Bonelli Editore S.p.A. realizzando, su testi di Stefano Vietti, le matite dell'albo n°249 Cielo di fuoco, insieme agli inchiostri di Giacomo Pueroni. Questo sarà il capitolo conclusivo della saga "La guerra dei mondi" nella serie regolare di Nathan Never.
Ancora, per la stessa testata, seguirà una breve collaborazione nel n°254 Le chiavi del futuro e, nel 2015, sempre come matitista, il n°287 La Rapina.
Nel 2016 partecipa al catalogo, insieme ad altri tantissimi professionisti del settore, con un’illustrazione tributo a Zambot 3, dedicato alla mostra a cura di Fumetti al Ricetto, Cuore e Acciaio, che omaggia il periodo delle serie robotiche anni ’70/’80, svoltasi nel borgo medievale del Ricetto di Candelo (Biella).
Omaggia la ristampa Mondadori della serie Hammer, prima edita da Star Comics, con un’illustrazione nell’ultima pagina extra in uno dei 13 albi.
Nel 2019 pubblica l’albo, fra quelli dell’Agente Speciale Alfa, che più rappresenta il suo stile particolarmente pulito e ricco di dettagli e virtuosismi, anche nell’impaginazione: n°332 Etherea. In questa occasione, più che mai, viene adottato un vero e proprio innovamento nella disposizione delle vignette all’interno di ogni pagina al fine di creare una narrazione più fluida e coinvolgente per i canoni bonelliani. Per l’occasione, dopo anni di pausa, Masala, realizza interamente l’albo con matite e inchiostri su testi di Giorgio Salati, sceneggiatore al suo esordio in Nathan Never, ma già ben noto nelle testate Disney e in altri progetti da libreria.
Nello stesso anno viene selezionato per partecipare alla prima edizione della Residenza Artistica per il Festival del Fumetto in Sardegna, Cada Contu. Dal progetto, condiviso con altri autori di fumetti, organizzato dall’Istituto Superiore Etnografico e dall’Associazione Betistòria, nascerà un albo con delle brevi storie a fumetti ispirate dall’esperienza immersiva nei luoghi più suggestivi della città di Nuoro e dintorni. L’episodio di Masala si intitola Jacu.
La collaborazione nella famosa testata a fumetti di fantascienza Nathan Never si conclude con la prima parte di un albo uscito nel 2021, su testi di Medda, intitolato Mister Perfect; Masala sperimenta un nuovo stile più grafico e istintivo, nel tentativo di trovare maggior correlazione con il tipo di sceneggiatura.
Dopo l’impegno preso con lo sceneggiatore Mauro Boselli, per il suo esordio su Tex, rinuncia a concludere l’albo lasciando la seconda parte, ai disegni di Elena Pianta.

## Tex e Tex Willer
Grazie al suo apporto su una storia breve per l’albo Color Tex n°20 La terribile banda, uscito sempre nel 2021, gli viene affidata una nuova storia, già in lavorazione, per un prossimo speciale della testata Tex Willer, sempre su testi di Boselli.